# Quốc kỳ Guinea Xích Đạo

Quốc kỳ Guinea Xích Đạo

Quốc kỳ Guinea Xích Đạo (tiếng Tây Ban Nha: Bandera de Guinea Ecuatorial) gồm ba dải ngang màu lục, trắng, đỏ,  theo thứ tự từ trên xuống dưới. Mé cán cờ có một hình tam giác cân màu lam.
Cờ của Guinea Xích đạo được thông qua vào ngày 21 tháng 8 năm 1979.  Sáu ngôi sao trên bản đồ đại diện cho đất liền của đất nước và năm hòn đảo. Dưới sự cai trị của nhà độc tài Francisco Nguema, cờ được sửa đổi và một biểu tượng quốc gia khác đã được sử dụng trên đó. Sau khi ông bị tước bỏ lá cờ gốc đã được phục hồi.